# Les Saleres de la Casa Nova del Verdeguer

Les Saleres de la Casa Nova del Verdeguer, respecte del terme de Castellcir

Les Saleres de la Casa Nova del Verdeguer és un paratge constituït per camps de conreu del terme municipal de Castellcir, a la comarca del Moianès.
Està situat al sud-oest de la masia de la Casa Nova del Verdeguer, al costat sud-est del Camp Gran de la Casa Nova del Verdeguer i a migdia de la Casa del Guarda. És a llevant del Sot Cirer i del Sot del Cau de les Lloses, a ponent del Dolmen de la Casa Nova.